# Tom and Jerry: The Mansion Cat
«Tom and Jerry: The Mansion Cat» («Том і Джеррі. Садиба Кота; Кіт у садбі») — сто шістдесят другий епізод короткометражок із циклу «Том і Джеррі», показаний 8 квітня 2001 року на каналі Boomerang. Творець франшизи, Вільям Ганна, помер за 17 днів до показу цього випуску, а студії Hanna-Barbera і Turner Entertainment, що створили цей епізод, перестали існувати і об'єдналися з Warner Bros .
Як актора озвучування запросили другого творця Тома і Джеррі Джозефа Барберу .

## Короткий зміст
Том знову зловив мишеня Джеррі, але, прибігши за покликом до господаря, відпускає. Господар попереджає кота, що він ненадовго поїде у справах, і просить його не руйнувати будинок заради вилову мишеняти, а на останок він сказав, що якщо кіт зруйнує будинок, то одним котом стане менше. Після цього Том відпочиває на дивані, дивиться телевізор, і з задоволенням їсть. Але Джеррі вдаряє кота ззаду сміттєвим баком, тим самим помстившися своєму противнику. Після цього починається ворожнеча. Під час погоні персонажі завдають значної шкоди дому, руйнуючи все на своєму шляху.
Мультфільм закінчується тим, що Том таранить газонокосаркою машину господаря, який повернувся додому.

## Факти
- Це передостанній епізод мультсеріалу «Том і Джеррі».
- Сцена після заставки, де Джеррі намагається втекти від Тома, нагадує аналогічну сцену з мультфільму 1940 року «Puss Gets the Boot», яка теж іде після заставки. Дистриб'ютор цього мультфільму — Metro-Goldwyn-Mayer.